# 橋口亮輔
橋口亮輔（日语：／ Hashiguchi Ryōsuke，1962年7月13日—），日本電影導演、劇本作家。長崎縣出身。

## 生平
橋口亮輔就讀大阪藝術大学映像計画学科。
1989年，他以51分鐘八厘米短片《昨晚的秘密》在PIA電影節奪下PFF電影大獎。 
1992年，橋口亮輔完成第一部長片《二十歲的微熱》。 
1995年，橋口亮輔第二部作品《流砂幻愛》，以濱崎步為女主角，描繪三名高中生的戀愛故事，並獲得鹿特丹影展競賽單元中一舉奪魁，每日電影獎最優秀劇本獎。 
2001年，橋口亮輔以《男色誘惑》（ハッシュ！）參加坎城影展「導演雙週單元」，入選電影旬報年度十大電影亞軍。
2008年，橋口亮輔以《幸福的彼端》（ぐるりのこと。）獲得第32回山路文子電影獎、第33回報知電影賞導演獎。

## 作品

### 電影長片
- 二十歲的微熱（1993年） - 監督・脚本・出演
- 流砂幻愛（1995年） - 監督・脚本・出演
- 男色誘惑（2001年） - 監督・脚本・原作
- 幸福的彼端（2008年） - 監督・脚本・原作・編集
- 戀人們（2015年） - 監督・脚本